# Åsa Pedersen
Åsa Helena Pedersen (ur. 30 listopada 1973) – szwedzka zapaśniczka walcząca w stylu wolnym. Złota medalistka mistrzostw świata w 1990; piąta w 1995. Wicemistrzyni nordycka w 1990. Wicemistrzyni świata kadetów w 1988 roku.
Wicemistrzyni Szwecji w latach 1990−1992 i trzecia w 1995 i 1996 roku.